# Родригес, Кэролайн
Кэролайн Родригес (англ. Carolyn Rodrigues; род. 16 сентября 1973) — политический и государственный деятель Гайаны. Занимала должность министра иностранных дел страны с 2008 по 2015 год.

## Биография
Родилась 16 сентября 1973 года в семье индейцев в Моруке, Барима-Уайни. После поступления в частную школу в Джорджтауне она начала получать стипендию для индейцев. Затем направилась в Канаду, где поступила в Университет Реджайны на факультет бизнес-администрирования. Вернулась в Гайану в 1993 году.
Так как она получала стипендию в период обучения, то была обязана отработать в общине индейцев. По этой причине уволилась из лесозаготовительной компании и пошла работать в Программу смягчения социальных последствий «SIMAP» Межамериканского банка развития в Гайане, хотя и получала там на 65 % меньшую зарплату, чем на предыдущем месте работы. Стала координатором программы проектов «SIMAP» для американских индейцев и занимала эту должность до 2001 года, а затем поступила в Университет Гайаны для изучения социальной работы.
В апреле 2001 года была назначена министром по делам индейцев в правительстве Гайаны. После окончания всеобщих выборов 2006 года была вновь назначена на должность министра по делам индейцев и приведена к присяге 4 сентября 2006 года. Отработав семь лет в этой должности была назначена министром иностранных дел 9 апреля 2008 года, сменив Руди Инсаналли. 10 апреля 2008 года была приведена к присяге.
Работала на должности министра иностранных дел Гайаны, пока Народная прогрессивная партия не проиграла на всеобщих выборах в мае 2015 года. Затем ей предложили место в списке депутатов от Народной прогрессивной партии, но она отказалась работать в Национальной ассамблее. В августе 2017 года была назначена директором отделения связи Продовольственной и сельскохозяйственной организации ООН в Женеве. В 2020 году была назначена постоянным представителем Гайаны при Организации Объединённых Наций.